# Heilige Dreifaltigkeit (Güglingen)

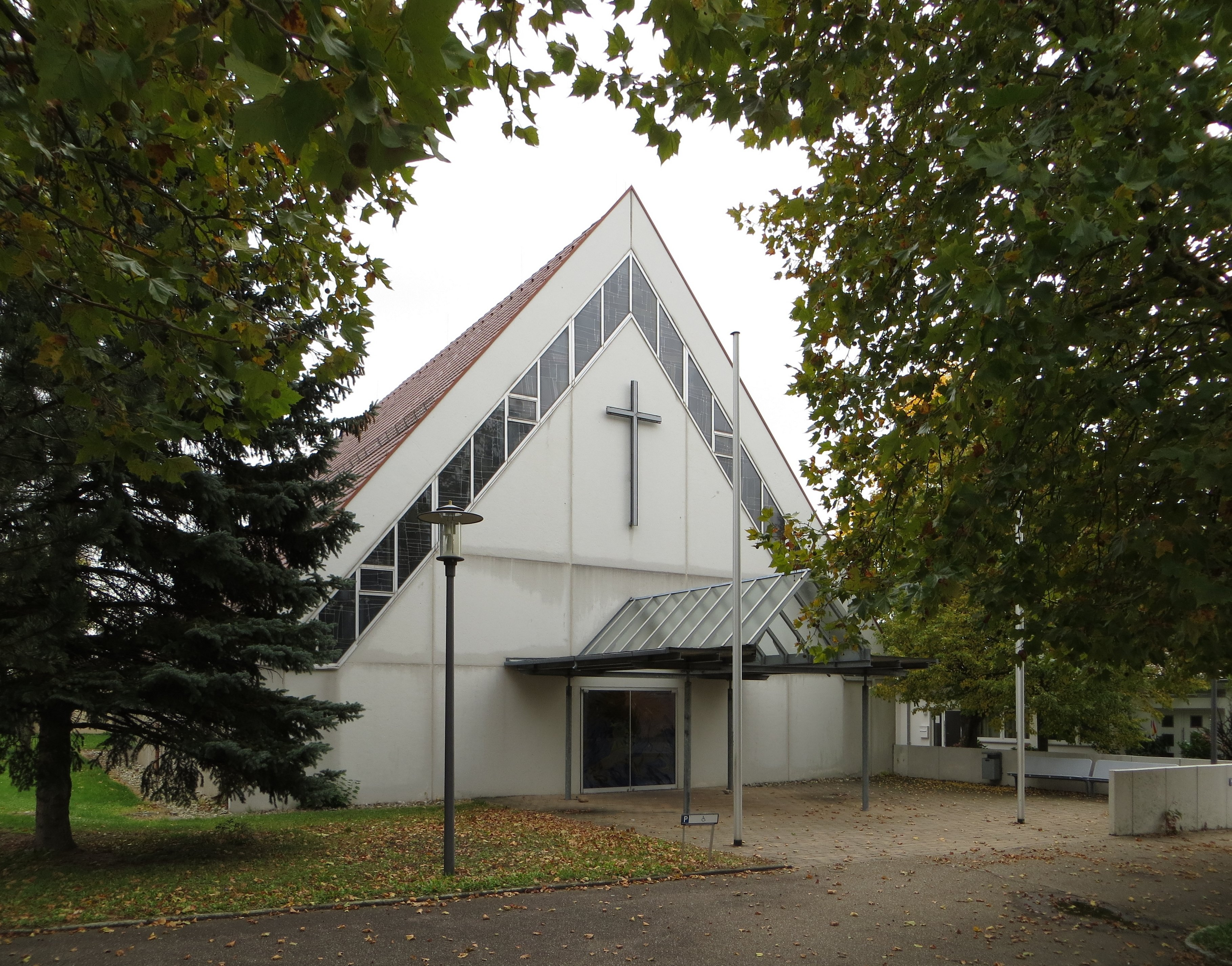
Dreifaltigkeitskirche Güglingen

Die römisch-katholische Kirche Heilige Dreifaltigkeit in Güglingen im Landkreis Heilbronn wurde 1971 geweiht. Sie gehört zur Kirchengemeinde „St. Michael, Wächter des Zabergäus“, die im Dekanat Heilbronn-Neckarsulm der Diözese Rottenburg-Stuttgart liegt.

## Geschichte

### 1949–1982: Seelsorgestelle Güglingen
Nach dem Zweiten Weltkrieg erhöhte sich die Anzahl der Katholiken im Zabergäu durch Heimatvertriebene stark, sodass 1949 die katholische Seelsorgestelle Güglingen errichtet wurde. Betreut wurde diese von den Geistlichen der Pfarrei Stockheim, bis mit Kurat Adolf Geßner 1953 ein erster eigener Seelsorger zur Verfügung stand.
Die immer weiter steigende Katholikenzahl machte den Bau einer eigenen Kirche notwendig, da auch die Leonhardskapelle auf dem Güglinger Friedhof, die zunächst als Gottesdienstraum zur Verfügung stand, zu klein wurde. So ging das bischöfliche Ordinariat Rottenburg 1964 mit dem Kauf des Bauplatzes einen ersten Schritt. Weiters folgt die Erstellung der Baupläne für ein Gemeindezentrum in den Jahren 1966/1967. Mit dem Bau der Kirche wurde 1969 begonnen, nachdem sich nach langen Verhandlungen Stadt und bischöfliches Ordinariat auf ein Grundstück einigen konnten. Am 28. März 1971 konsekrierte Weihbischof Anton Herre den Altar und die Kirche.

### 1982–2015: Pfarrei Güglingen
Am 1. Oktober 1982 wurde die bisherige Seelsorgestelle „zur Heiligen Dreifaltigkeit“ durch Bischof Georg Moser zur Pfarrei erhoben. Dieser wurden die Orte Cleebronn mit dem Seelsorgestelle St. Michael und der Eppinger Stadtteil Kleingartach zugeordnet.
Durch die wachsende Jugend- und Pfadfinderarbeit wurden weitere Räume benötigt, sodass 1987 der Beschluss gefasst wurde, ein Jugend- und Gemeindehaus zu erbauen. Nach etwa zwei Jahren Bauzeit wurde es im Mai 1990 eingeweiht. Im Januar 1997 wurde die Kirche durch Vandalismus beschädigt. Dabei wurden die Krippe schwer in Mitleidenschaft gezogen, Gesangbücher verbrannt und der Altar verwüstet. 2001 wurde auf dem Dach der Güglinger Kirche eine Photovoltaikanlage mit 120 Zellen installiert. Durch immer größere auftretende Probleme mit dem Kirchengebäude beschloss der Kirchengemeinderat 2000 eine Innenrenovierung, die 2002 abgeschlossen wurde.

### 2016–heute: Kirchengemeinde Sankt Michael, Wächter des Zabergäus
Zum 1. Januar 2016 wurde die Güglinger Kirchengemeinde mit den zwei weiteren Kirchengemeinden Brackenheim und Stockheim zur Kirchengemeinde St. Michael vereinigt. Am 5. Mai 2022 beging die Gemeinde die Feierlichkeiten zu 50 Jahre Altarweihe, nachdem die eigentliche Feier 2021 durch die Corona-Pandemie um ein Jahr verschoben werden musste.

## Baubeschreibung
Die Güglinger Kirche ist eine Beton-Zelt-Kirche (Systemkirche Typus Frank-Kirche). Das Dach der geosteten Baus ist tief hinuntergezogen und die Innenverkleidung mit weißen Holzlatten zwischen den sichtbaren Stahlbetonträgern gefertigt.

## Ausstattung

### 1971–2002
Josef de Ponte schuf für die Kirche hinter dem Altar ein großes Wandgemälde, das den gekreuzigten Christus zeigte. De Ponte war es auch, der den künstlerischen Entwurf der bunten Fensterwand schuf, die die 14 Kreuzwegstationen zeigt. 1981 wurde am Westgiebel des Gebäudes ein Kreuz, das der damalige Pfarrer Willibald Eldner von der Kirchengemeinde Ditzingen erhalten hatte, installiert.
Die Cleebronner Künstlerin Isolde Schlösser gestaltete 1993 die beiden Türflügel des Portals mit Glasmalerei. Schlösser verband dabei die Themen „Dreifaltigkeit“ und „Wort Gottes“, symbolisiert durch das Dreieck sowie den Löwen für den Evangelisten Markus und den Stier für den Evangelisten Lukas. Die Farbenwahl ergab Gelb und Blau.

### Innenrenovierung 2002
Die Innenrenovierung 2002 führte neben der Verdeckung des Wandgemäldes auch zu einer umfassenden Veränderung der Altarinsel. Der Nürnberger Silberschmied Hans Peter Scherer wurde beauftragt, einen neuen Altar sowie dazu passend Tabernakel, Ambo, Taufstein und Kredenz zu schaffen. Zudem stammen weitere Gegenstände wie Weihwassergefäße und Figurensockel aus seiner Werkstatt.

## Orgel
1982 wurde Orgelbaumeister Peter Plum aus Marbach am Neckar beauftragt, ein Instrument für die Kirche zu bauen. Nachdem Hans Böhringer die Disposition erarbeitet hatte, entschied sich Plum, ein Instrument mit Wechselschleife zu bauen, um eine breitere Spielweise trotz der recht wenigen Register zu ermöglichen. Weihbischof Anton Herre weihte die Orgel 1984 ein.
Nach knapp vier Jahrzehnten wurde die Orgel im Januar und Februar 2022 durch Orgelbaumeister Daniel Heil aus Meimsheim gereinigt und überholt. Dabei wurden auch drei neue Register hinzugefügt. Ihre Disposition lautet:
| Manual I C–g3  |       |
| Spitzprincipal | 8′    |
| Oktave         | 4′    |
| Rohrflöte      | 4′    |
| Hohlflöte      | 2′    |
| Quinte         | 1 ⁄3′ |
| Oboe           | 8′    |

| Manual II C–g3 |         |
| Gemshorn       | 8′      |
| Gedeckt        | 8′      |
| Rohrflöte      | 4′      |
| Sesquialter II | [ A 1 ] |
| Hohlflöte      | 2′      |
| Oboe           | 8′      |

| Pedal C–f1  |     |
| Subbaß      | 16′ |
| Gedecktbass | 08′ |
| Fagott      | 08′ |

- Koppeln: II/I, I/P

Anmerkungen
1. 1 2 3  Einbau 2022

kursiv: Wechselregister Manual I

## Gemeinde

### Pfadfinder
1982 wurde auf Initiative des damaligen Pfarrers der Pfadfinder-Stamm „Maximilian Kolbe Güglingen“ in die Deutsche Pfadfinderschaft Sankt Georg aufgenommen, dem in kurzer Zeit knapp 100 Kinder und Jugendliche angehörten. Über viele Jahre gestaltete er das Gemeindeleben mit, bis der Stamm 2009 aufgelöst wurde. Die verbliebenen Mitglieder wurden in den Brackenheimer Stamm „Theodor-Heuss“ übersendet.00000000000000000000000000000000000000000000
111111111111111111111111